# 14TP
Der Name 14TP ist die Bezeichnung für eine polnische Konstruktion eines mittelschweren Panzers aus der Zeit unmittelbar vor dem Zweiten Weltkrieg. 
Die zur Entwicklung dieses Typs führende Spezifikation ähnelte der des 10TP. Die Fertigstellung eines ersten Prototyps war für das Jahr 1938, die Aufnahme der Serienproduktion für 1940 geplant. Zum Zeitpunkt des deutschen Überfalls auf Polen 1939 befanden sich zwei Prototypen noch im Bau und wurden beim Herannahen der deutschen Truppen zerstört.
Ähnlich wie der 10TP sollte sich der etwas schwerere 14TP auf einem damals noch unkonventionellen Christie-Laufwerk fortbewegen. Letzteres war aber für diesen Typ im Einsatz nicht vorgesehen. Der Panzer sollte von einem 295 kW (400 PS) (Prototyp I) bzw. 370 kW (500 PS) (Prototyp II) starken 8- bzw. 12-Zylinder-Maybach-Motor angetrieben werden.
Zusammen mit der Entwicklung der Typen 4TP, 7TP, 10TP und 20/25TP bildete der 14TP den Kern eines ehrgeizigen polnischen Panzer-Aufrüstungsprogramms der späten 1930er-Jahre, welches durch mangelnde Produktionskapazitäten verzögert und den Ausbruch des Krieges unterbrochen wurde.

## Technische Daten (Prototyp II)
- Gewicht: ca. 14 t
- Länge: 6,3 m
- Breite: 2,5 m
- Höhe: 2,2 m
- Panzerung: 35 bis 50 mm
- Leistung: 370 kW (500 PS)
- Höchstgeschwindigkeit: 50 km/h
- Besatzung: mindestens 4 Mann
- Bewaffnung: 1 Kanone 47 mm und 2 MG 7,92 mm vom Typ wz.30 (Kopie des gleichen Kaliber-Typs von Colt-Browning)